# غريغ جونستون (لاعب كرة قاعدة)
غريغ جونستون (بالإنجليزية: Greg Johnston)‏ هو لاعب كرة قاعدة أمريكي، ولد في 12 فبراير 1955 في لوس أنجلوس في الولايات المتحدة.

## وصلات خارجية
- غريغ جونستون على موقع الدوري الياباني لكرة القاعدة (الإنجليزية)
- غريغ جونستون على موقعبيزبول رفرنس.كوم (الدوري الرئيسي) (الإنجليزية)
- غريغ جونستون على موقعبيزبول رفرنس.كوم (الدوري الثانوي) (الإنجليزية)